# ليلة لا تنسى (فلم)
ليلة لا تنسى هو فيلم مصري من إخراج حسن يوسف  وبطولة ميرفت أمين، حسن يوسف، نجوى فؤاد، عماد حمدي ويوسف فخر الدين.

## نبذة
بعد تعرض خطيب ليلى لحادث قتل، تقرر السفر إلى أخيها سامي في أسوان. تشاهد ليلى من شرفة المنزل جريمة قتل، ويسرع القاتل بالهرب، في أحد الأيام تخبر ليلى سامي أنها شاهدت جريمة قتل. يخطر سامى البوليس، بينما تسعى العصابة إلى اختطاف ليلى الشاهدة الوحيدة عن طريق أحد أفرادها سمير، تشك ليلى فيما يدور من حولها.

## طاقم العمل
- ميرفت أمين بدور ليلى
- حسن يوسف بدور سمير
- نجوى فؤاد بدور شوشو
- عماد حمدي بدور والد ليلى
- يوسف فحر الدين بدور سامي

## وصلات خارجية
- مقالات تستعمل روابط فنية بلا صلة مع ويكي بيانات